# Johann Adam Schertzer
Johann Adam Schertzer, také Scherzer nebo Ioannes Adam Schertzer (1. srpna 1628 Cheb – 23. prosince 1683 Lipsko), byl německý luteránský teolog.

## Život
Byl synem Jeremiáše Schertzera, měšťana a obchodníka v Chebu. Jeremias Schertzer pocházel z vážené chebské rodiny: jeho otcem byl právník Thomas Schertzer. 16. října 1625 se Jeremias Schertzer oženil s Ottilií, dcerou chebského měšťana a obchodníka Davida Pölera. Rodina byla v roce 1629 pro svou evangelickou víru vypovězena z Chebu a emigrovala.
Po studiích v Altdorfu a Jeně, kde promoval v roce 1650, se přestěhoval do Lipska, kde v roce 1652 získal magisterský titul. Teologický doktorát získal v roce 1666. Byl také kanovníkem v Míšni, proboštem v Budyšíně, šestinásobným děkanem teologické fakulty (1668/69, 70/71, 72/73, 79/80, 83) a třikrát rektorem univerzity.
Schertzer byl dvakrát ženatý. Poprvé se oženil dne 23. srpna 1659 s Annou Dorotheou († 1669), dcerou lipského městského soudce Johannese Preibisia (1610–1660). Podruhé se oženil dne 6. září 1670 s Margarethou (1648-1680), dcera doktora práv Heinricha Volckmara (1620-1659) z Lipska.